# Sainte-Gemme (Charente-Maritime)
Sainte-Gemme is een gemeente in het Franse departement Charente-Maritime (regio Nouvelle-Aquitaine). De plaats maakt deel uit van het arrondissement Saintes. Sainte-Gemme telde op 1 januari 2022 1.364 inwoners.

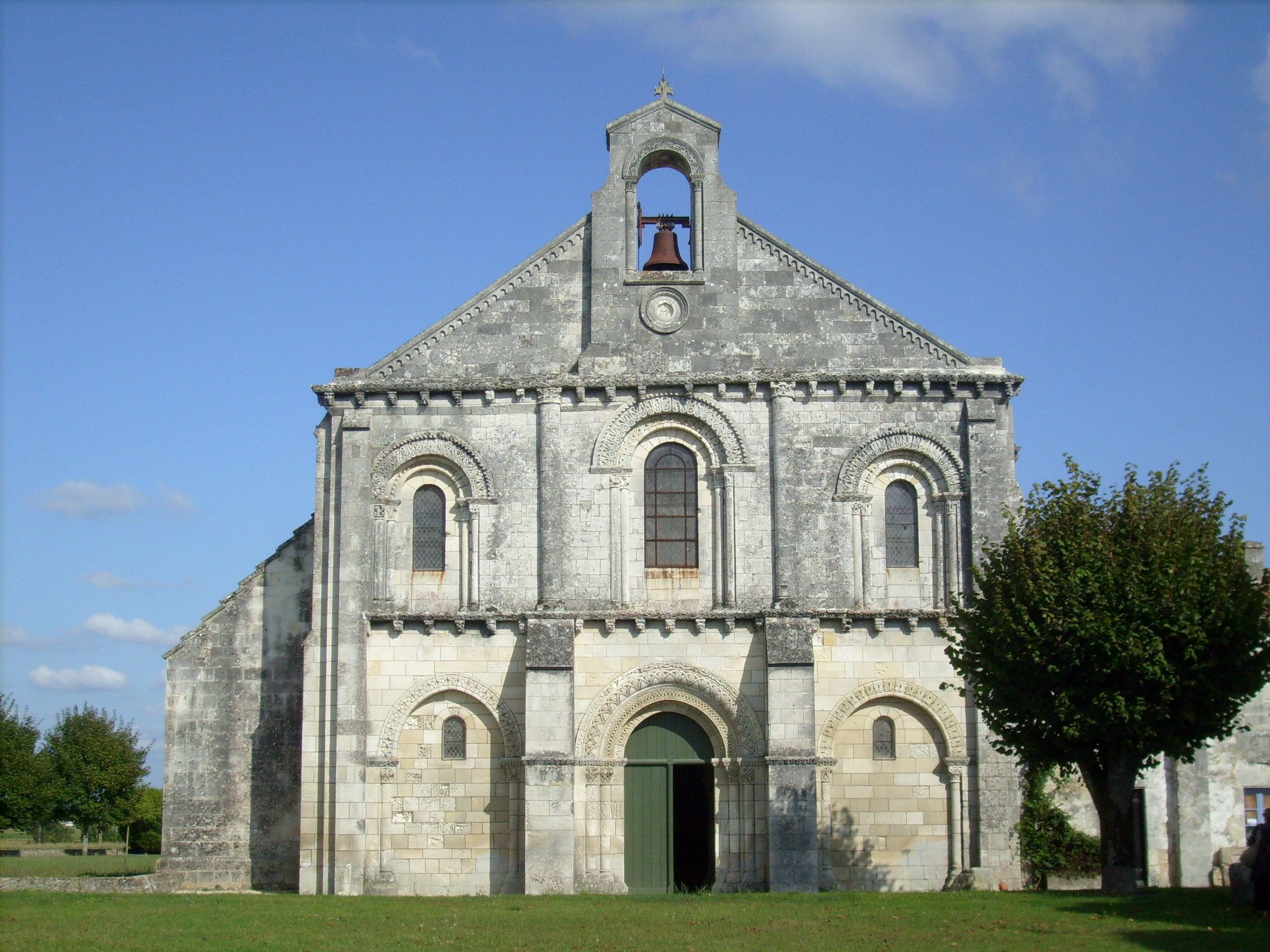
Kerk van Sainte-Gemme
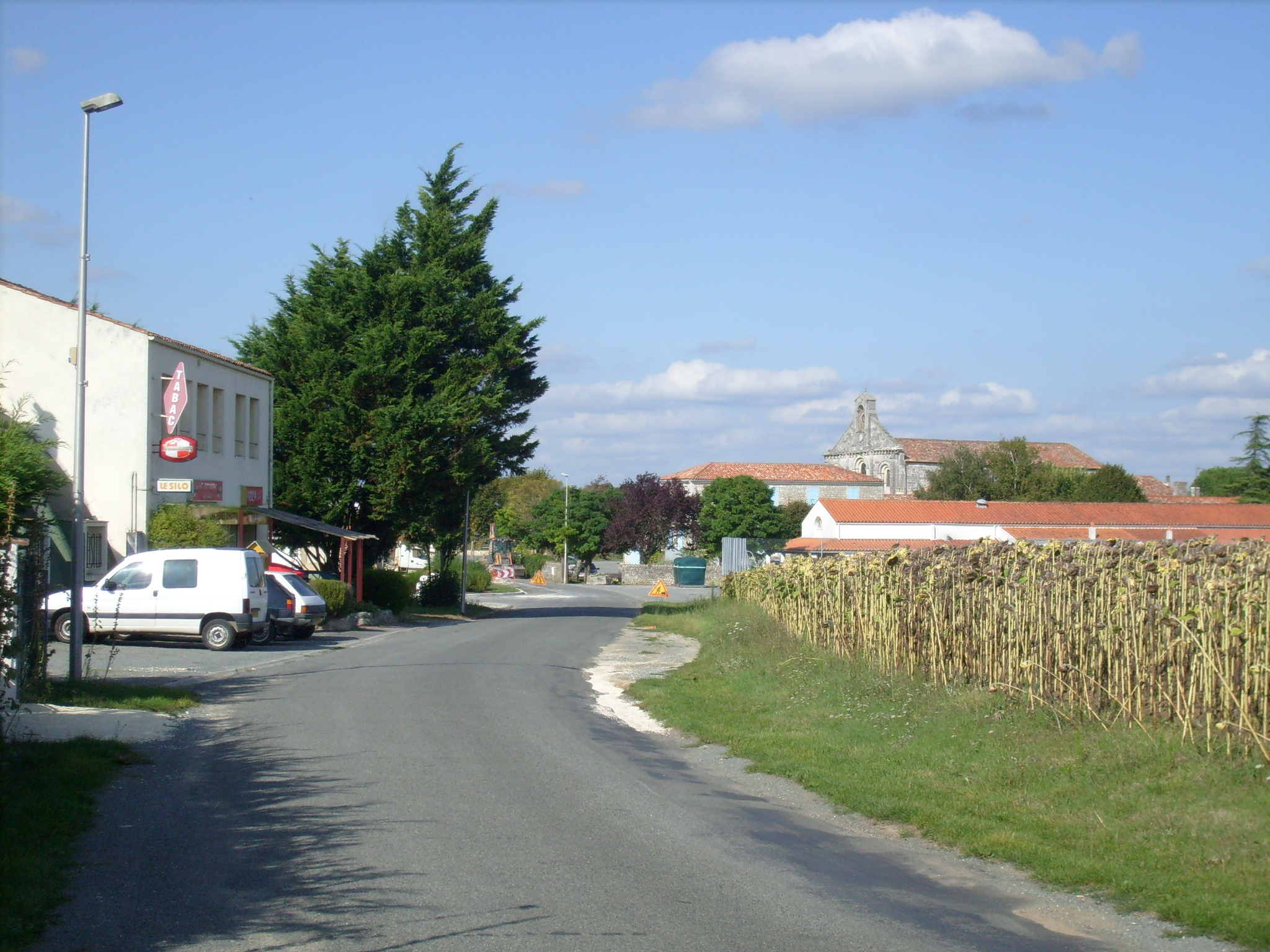
Sainte-Gemme

## Geografie
De oppervlakte van Sainte-Gemme bedroeg op 1 januari 2022 40,91 vierkante kilometer; de bevolkingsdichtheid was toen 33,3 inwoners per km².
De onderstaande kaart toont de ligging van Sainte-Gemme met de belangrijkste infrastructuur en aangrenzende gemeenten.

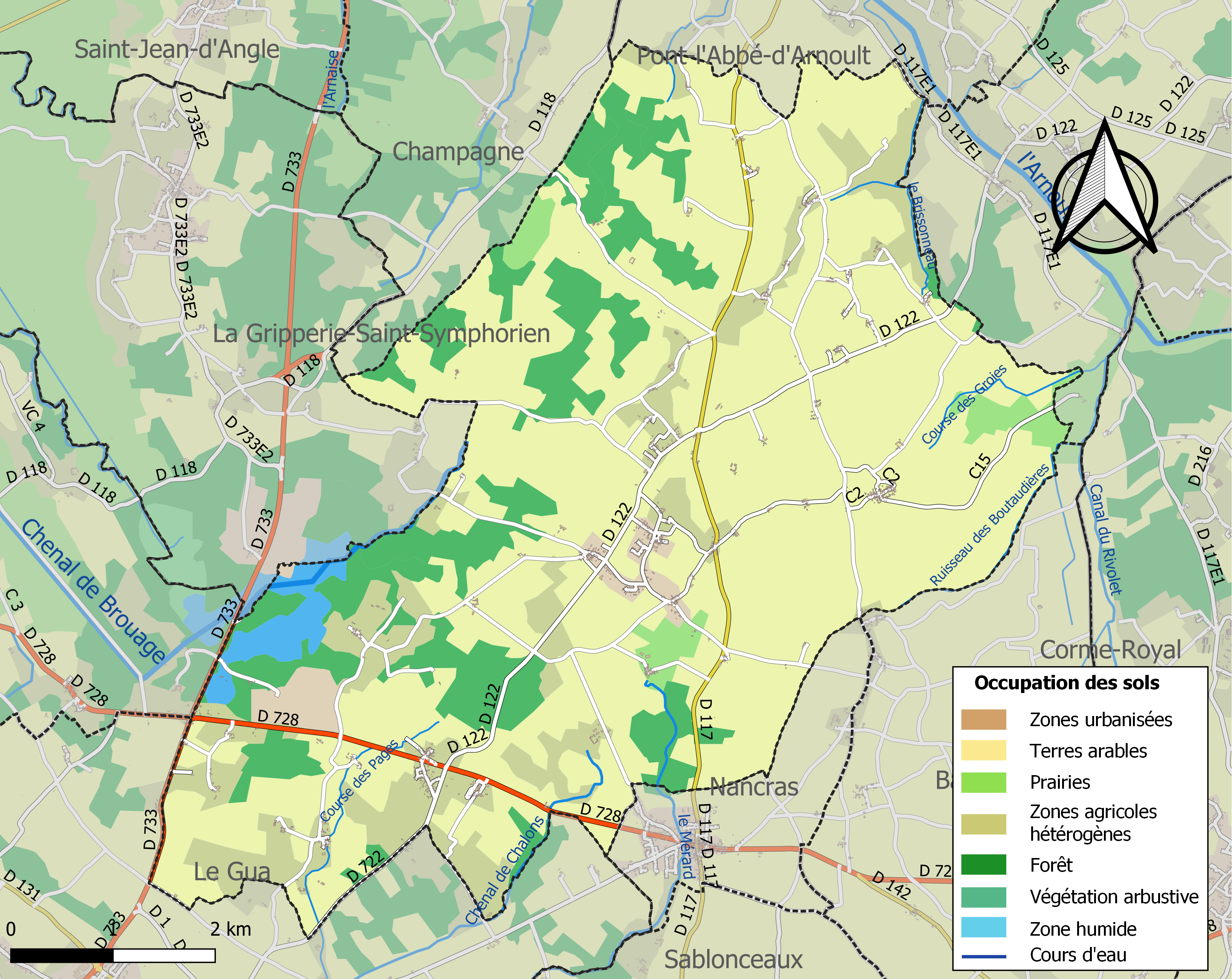

## Demografie
Onderstaande figuur toont het verloop van het inwonertal (bron: INSEE-tellingen).